# Squinzano rosso
Lo Squinzano rosso è un vino DOC la cui produzione è consentita nelle province di Brindisi e Lecce.

## Caratteristiche organolettiche
- colore: rosso rubino più o meno intenso con eventuali riflessi arancioni se invecchiato.
- odore: vinoso, etereo, caratteristico, intenso.
- sapore: pieno, asciutto, robusto ma vellutato, armonico.

## Produzione
Provincia, stagione, volume in ettolitri
- Brindisi  (1990/91)  2931,32
- Brindisi  (1991/92)  3755,74
- Brindisi  (1992/93)  389,76
- Brindisi  (1993/94)  4457,78
- Brindisi  (1994/95)  4956,04
- Brindisi  (1995/96)  4265,47
- Brindisi  (1996/97)  6272,91
- Lecce  (1993/94)  1260,0
- Lecce  (1994/95)  1120,0
- Lecce  (1995/96)  1782,37
- Lecce  (1996/97)  1064,5